# Secuestro del Jaffar Express de 2025
El 11 de marzo de 2025, la línea Jaffar Express, el tren de pasajeros que viajaba de Quetta a Peshawar con más de 450 personas a bordo, fue secuestrado por el Ejército de Liberación de Baluchistán (BLA). Según informes, los atacantes detonaron explosivos en túneles y en las vías del tren antes de abrir fuego contra el tren. La organización emitió un ultimátum de 48 horas: los presos políticos baluchis debían ser liberados o, de lo contrario, los rehenes serían ejecutados, aunque ya habían liberado a algunos. Como resultado, Ferrocarriles de Pakistán suspendió temporalmente sus operaciones ferroviarias entre Baluchistán y las provincias de Punjab y Sindh. En la operación de rescate del ejército pakistani, murieron al menos 71 personas, entre ellas 8 soldados y los 33 atacantes, y otras 37 resultaron heridas.

## Secuestro
El 11 de marzo de 2025, el Ejército de Liberación de Baluchistán secuestró la línea férrea Jaffar Express, de pasajeros de Quetta a Peshawar. Se estima que en el tren viajaban unas 500 personas. Según se informa, el grupo hizo estallar explosivos en las vías del tren, antes de abrir fuego contra el tren.
El Ejército del Liberación de Baluchistán se atribuyó la responsabilidad del ataque y afirmó que más de 30 miembros de las fuerzas del orden, incluidos soldados del ejército de Pakistán que, según se informa, se marchaban a casa de permiso, murieron y 214 personas fueron tomadas como rehenes. Se informa de que los rehenes son, en su mayoría, miembros de las fuerzas del orden y civiles no baluchis.
El portavoz del BLA, Jeeyand Baloch, ofreció intercambios entre los rehenes del tren y militantes encarcelados. El BLA liberó a algunos rehenes civiles, como residentes de Baluchistán, ancianos, mujeres y niños, mientras que mantuvo a los empleados del gobierno o personal militar con permiso para regresar a sus hogares en Punjab para el Ramadán.
El mismo día del secuestro, el BLA emitió un ultimátum de 48 horas al gobierno pakistaní en el que los presos políticos, incluidos los afiliados al movimiento baluchi, debían ser liberados incondicionalmente. Al día siguiente, amenazó con "castigar" a cinco rehenes por cada hora después de que el ultimátum hubiera expirado. Las autoridades pakistaníes dijeron que aún no se habían comunicado con nadie en el tren, ya que la zona no tiene cobertura de internet ni red móvil.

## Víctimas
Las fuerzas de seguridad paquistaníes lanzaron una contraoperación a gran escala en el lugar, que, según se informó, incluyó bombardeos aéreos. Las autoridades confirmaron que 30 pasajeros, 33 militantes y ocho soldados murieron en la operación de rescate. La activista paquistaní de derechos humanos Mama Qadeer informó que más de 30 miembros del personal de seguridad murieron durante el ataque. Diecisiete pasajeros y tres miembros del personal de seguridad resultaron heridos. A pesar de los informes iniciales de que el conductor del tren murió en el ataque, un video reveló que sobrevivió y se encontraba en buen estado de salud.